# 南建州 (河南)
南建州是中国古代的州。
南朝梁置建州，治所在高平郡高平县（今河南省商城县东）。下辖高平郡、新城郡（今河南省光山县南），辖境相当今河南省商城县、固始县等地。东魏夺得改为南建州，治高平城。领七郡：高平郡、新蔡郡、陈留郡、鲁郡、南陈郡、光城郡、清河郡，十七县。北周改高平县为平高县。隋文帝开皇初下辖平高郡平高县、新蔡郡新蔡县、新城郡新城县、义城郡包欣县，开皇三年（583年）废南建州，地属光州。